# Viviani-tétel

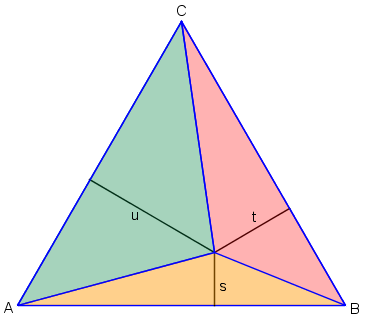
Az s + u + t összeg a nagy háromszög magasságával egyenlő.

Viviani tétele szerint egy szabályos háromszög minden belső pontjának az oldalaktól való távolságösszege egyenlő a szabályos háromszög magasságával. Nevét felfedezője,[forrás?] Vincenzo Viviani olasz matematikus és fizikus után kapta.

## Bizonyítása
Legyen a háromszög oldalhossza a, és legyen egy tetszőleges P pont a háromszög belsejében. A csúcsokkal összekötve három háromszögre bontja a szabályos háromszöget, melyek összege a szabályos háromszög területe:
TABP + TBCP + TCAP = TABC
A T = m·a/2 képletet felhasználva (ahol m a magasság, a az alap hossza):
s·a/2 + u·a/2 + t·a/2 = m·a/2
a/2-vel való egyszerűsítés után:
s + u + t = m

## Megfordítása
Egy lehetséges megfordítás: ha egy háromszög belsejében az oldalaktól való távolságösszeg állandó, akkor a háromszög szabályos.

## Általánosítások
Lényegében ezzel a gondolatmenettel belátható szabályos tetraéderre az állítás, illetve négyszög esetén paralelogrammára.